# ロッテヤンスタNo1
『ロッテヤンスタNo1』（ロッテヤンスタナンバーワン）は、1975年8月から1990年3月まで、土曜日の夜に放送されていたニッポン放送制作の公開録音形式のラジオ番組である。

## 概要
タイトルの通り、ロッテの一社提供による番組。1975年8月2日に「ロッテ 集まれ!ヤンヤン 熱気でムンムン!」のタイトルで放送開始。1980年5月24日（ラジオ大阪では5月25日）放送の回から「ロッテヤンスタNo1」に改題された。当時ニッポン放送で一番大きいスタジオであった第1スタジオ（後のラジオハウス銀河→イマジンスタジオ）において、通常は毎回2週分収録されていた。
ゲスト出演者は、アイドルを中心とした歌手やタレントが毎回2組。時々ミュージシャンやバンドが出演することもあった。スタジオの中では、参加希望の応募者の中から招待された約100名が座り、その後ろにはゲストのアイドルの熱烈なファンで構成された親衛隊が陣取る、という形がほぼ通例であった。招待された観覧者の中から毎回2名が選ばれ、番組冒頭に「ロッテ！」「ヤンスタ！」とタイトルコールをした後、インタビューを受けるのも名物のひとつだった。
曲はフルコーラスで生歌を披露するというもので、参加者や親衛隊の声援もそのまま歌と一緒に放送されていた。
歌以外ではほぼフリートーク中心で構成。1988年7月までは「1分間クイズ」という、ゲスト本人に関する質問や常識問題を出すコーナーがあり、ここではあまりにも的外れな答えや変な発言が時々出ることで話題となった。司会がダウンタウンに交替してからは、1分間クイズなどのゲームコーナーが無くなり、ほぼフリートークと歌のみという後の『HEY!HEY!HEY!MUSIC CHAMP』に近い構成となった。
1980年代後半にはプレゼントとして、ロッテのチョコレート100円分の包み紙を添えて封書で本番組宛に出すと、抽選でゲストのサイン入りテレホンカードがもらえるようになっていた。
収録の時には必ず顔を見せるメンバーがいる「常連ズ」と呼ばれる集団があった事で知られる。
1988年7月から1989年3月まで司会を担当していたダウンタウンの松本人志は、ゲストのアイドルをちょっといじったらすぐに親衛隊から罵声などが飛んできたことで「親衛隊がもう鬱陶しくて」「親衛隊との喧嘩が凄かった」などと回顧し「俺の一番嫌いな番組」と、本番組降板以来のニッポン放送の番組に出演となった2021年2月20日放送の『ゴッドアフタヌーン アッコのいいかげんに1000回』出演時に話していたことがある。

## 歴代司会者
- おりも政夫 - 「集まれ!ヤンヤン 熱気でムンムン!」スタート時からの司会。1982年9月まで担当。
- 所ジョージ、海野尾順子（当時ニッポン放送アナウンサー） - 1982年10月から1983年4月まで担当。
- 明石家さんま、海野尾順子 - 1983年5月から1985年9月まで担当。
- 嘉門達夫（後の嘉門タツオ）、キッチュ（後の松尾貴史） - 1985年10月から1988年6月まで担当。
- ダウンタウン - 1988年7月から1989年3月まで担当。
- そのまんま東、ラッシャー板前 - 1989年4月から1990年3月まで担当。

## ネット局
- ニッポン放送：毎週土曜日 24:30 - 24:57頃
『せんだみつおの足かけ二日大進撃』 → 『所ジョージの足かけ二日大進撃』 → 『明石家さんまのラジオが来たゾ!東京めぐりブンブン大放送』 → 『渡辺正行の東京めぐりブンブン大放送』と、歴代の土曜日夜のワイド番組に内包される形で放送されていた。
- 東海ラジオ
  - 毎週土曜日 24:30 - 25:00 （1976年4月10日 - 1984年9月）
  - 毎週土曜日 23:30 - 24:00 （1984年10月 - 1988年3月）
  - 毎週土曜日 23:00 - 23:30 （1988年4月 - 1990年3月）
- ラジオ大阪
  - 毎週日曜日 22:00 - 22:30 （1975年8月3日 - 1982年9月）
  - 毎週土曜日 22:30 - 23:00 （1982年10月 - 1988年3月）
  - 毎週土曜日 24:30 - 25:00 （1988年4月 - 1990年3月）

## その後のロッテ枠
本番組終了後は、ニッポン放送の土曜日夜ワイド番組の内24:30 - 25:00の枠を同時ネットする形で、これまでと同じく東京（関東広域圏）、名古屋（中京広域圏）、大阪（近畿広域圏）の3エリアで、以下の番組が放送されていた。このため、東海ラジオの放送枠もこれまでの23:00から24:30に移動。1992年4月の改編をもって土曜日夜のロッテ提供枠は終了した。
- ロッテハートでBANBAN
  - パーソナリティ：森川由加里、森口博子、芳本美代子、小倉久寛（1990年9月まで、『青春コール東京ハラギャーテーズ』と同じ出演者）
  - パーソナリティ：森脇健児、山田雅人（1990年10月 - 1991年3月、『森脇・山田のパニックしようぜ!東京ハラギャーテーズ』と同じ出演者）
- ロッテ ティーンズベスト10
  - パーソナリティ：篠原涼子、穴井夕子、米光美保（1991年4月 - 1992年3月、『東京サウンドバズーカ音姫絵巻』と同じ出演者）

ニッポン放送-東海ラジオ間の24時台後半枠のネットワークについては暫くのブランクがあったものの、『ドリアン助川の正義のラジオ!ジャンベルジャン!』によって拡大・復活し、2022年1月現在『SixTONESのオールナイトニッポンサタデースペシャル』に引き継がれている。

### ロッテ・ガールズハッピータイム
ロッテ枠は10年間のブランクを経た後の2002年4月にニッポン放送の日曜日22時台へ移り、「ロッテ・ガールズハッピータイム」と題して長年女性アイドル歌手・女優が伝統的にパーソナリティを担当していたが2018年10月に、ももいろクローバーZ ももクロくらぶxoxoは継続するものの冠スポンサーが太田胃散に移行した。但し、これらの番組のネット局ではロッテの冠協賛が付いていない。
- 上戸彩 ハタチにハイタッチ!
- 上戸彩 21ピース!
- 長澤まさみタイトル未定（仮）→長澤まさみSweet Hertz
- ロッテ・週末ヒロインタイム ももいろクローバーZ ももクロくらぶxoxo